# Samuel Collenbusch

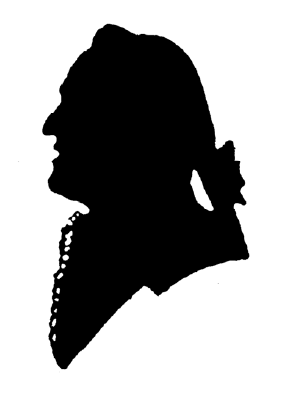
Samuel Collenbusch (1724–1803), zeitgenössischer Scherenschnitt

Samuel Collenbusch (* 1. September 1724 in Wichlinghausen; † 1. September 1803 in Barmen, beide heute Stadtteile von 
Wuppertal) war ein deutscher Biblizist und ein wichtiger Vertreter des Pietismus im bergisch-rheinischen Raum.

## Leben und Wirken
Collenbuschs Vater Johann Peter Collenbusch war Fabrikant und Kaufmann. 1742 kam es unter dem Einfluss des Wichlinghauser Pfarrers Johann Peter Wülfing zu einem religiösen Erweckungserlebnis, das ihn prägen sollte. Collenbusch studierte Medizin in Duisburg und Straßburg. 1754 ließ er sich mit seiner elterlichen Familie in Duisburg als Arzt nieder.
Hier kam er auch in Kontakt mit den Werken der Pietisten Johann Albrecht Bengel und Friedrich Christoph Oetinger. Zu seinen Grundsätzen zählte insbesondere die strenge Orientierung an den biblischen Schriften.
Collenbusch hielt aber weiterhin den Kontakt ins Wuppertal. So nahm er etwa beim Elberfelder Treffen mit Goethe, Johann Heinrich Jung-Stilling, Johann Gerhard Hasenkamp und Johann Caspar Lavater teil, wie es in Jung-Stillings Lebensgeschichte beschrieben wird. 1783 kehrte er nach Wichlinghausen zurück.
Die schleichende Erblindung setzte sich hier fort. Als 65-Jähriger wurde er in Duisburg mit einer Arbeit über den Schwelmer Heilbrunnen promoviert, auf dem seinerzeit der Ruf Schwelms als Bade- und Kurort gründete. Seine religiösen Überzeugungen fanden immer mehr Anhänger, auch unter den bekannten Familien im Tal. Über den Erweckungstheologen Gottfried Menken, der mit einer Tochter der Elberfelder Familie Siebel verheiratet war, fanden Gedanken Collenbuschs Eingang in die deutsche Theologie des 19. Jahrhunderts.
Kritisch stand er in vielen Punkten der Philosophie Kants gegenüber, was er auch in mehreren Briefen an den Königsberger Philosophen zum Ausdruck brachte. Der bedeutende Kritiker Walter Benjamin hat Collenbusch mit der Aufnahme eines dieser Briefe in seine Sammlung Deutsche Menschen. Eine Folge von Briefen ein Denkmal gesetzt. Laut Adorno soll dieser Brief sogar der Lieblingsbrief Benjamins gewesen sein. Von Collenbuschs bissigen Fragen an Kant war auch Gershom Scholem ausweislich seiner Tagebücher begeistert.